# Медіу-Арагуая (мікрорегіон)

Медіу-Арагуая на карті штату Мату-Гросу

Медіу-Арагуая (порт. Microrregião do Médio Araguaia) — мікрорегіон в Бразилії. Входить в штат Мату-Гросу. Складова частина мезорегіону Північний схід штату Мату-Гросу. Населення становить 65 705 чоловік на 2006 рік. Займає площу 32 095,782 км². Густота населення — 2,0 чол./км².

## Склад мікрорегіону
До складу мікрорегіону включені наступні муніципалітети:
1. Канарана
2. Медіу-Арагуая
3. Норті-Арагуая

| Бразилія | Це незавершена стаття з географії Бразилії. Ви можете допомогти проєкту, виправивши або дописавши її. |